# جون سميث (لاعب كرة قدم مواليد 1970)
جون سميث (بالإنجليزية: John Smith)‏ هو لاعب كرة قدم بريطاني في مركز ظهير ‏، ولد في 23 يوليو 1970 في ليفربول في المملكة المتحدة. لعب مع نادي ترانمير روفرز.